# Пикколо, Франческо
Франческо Пикколо (итал. Francesco Piccolo; род. 12 марта 1964, Казерта, Кампания) — итальянский писатель и сценарист.

## Биография
Пикколо — автор трёх романов, десятка сценариев и книги новелл. За роман-исповедь «Желание быть как все» (Il desiderio di essere come tutti) получил в 2014 году национальную литературную премию Стрега. За сценарий к фильму Нанни Моретти «Кайман» (2006) был награждён национальной кинопремией Италии «Давид ди Донателло». Он также автор сценария сериала «Моя гениальная подруга» по одноимённому бестселлеру Элены Ферранте. Кроме этого, Пикколо написал сценарии для фильмов Паоло Вирдзи, Сильвио Сольдини, Франческа Аркибуджи. С 2018 года Пикколо работает в Миланском университете современных языков (Istituto Universitario di Lingue Moderne), ведёт курс по кино и телеадаптации текстов.

## Сочинения
- 1994 — Scrivere è un tic: i segreti degli scrittori, Рома, Минимальный факс, ISBN 978-88-7521-323-7
- 1996 — Storie di primogeniti e figli unici, Milano, Feltrinelli, ISBN 978-88-06-21036-6,
- 1998 — E se c’ero, dormivo, Milano, Feltrinelli, ISBN 88-07-81587-7
- 2000 — Il tempo imperfetto, Milano, Feltrinelli, ISBN 88-07-70121-9
- 2003 — Allegro occidentale, Milano, Feltrinelli, ISBN 978-88-07-81861-5
- 2007 — L’Italia spensierata, Roma, Laterza, ISBN 978-88-420-7918-7
- 2008 — La separazione del maschio, Torino, Einaudi, ISBN 978-88-06-20243-9
- 2010 — Momenti di trascurabile felicità, Torino, Einaudi, ISBN 978-88-06-21139-4
- 2013 — Il desiderio di essere come tutti, Torino, Einaudi, ISBN 978-88-06-19456-7
- 2016 la ricarica del 37 percento
- 2015 — Momenti di trascurabile infelicità, Torino, Einaudi, ISBN 978-88-06-23020-3
- 2018 — L’animale che mi porto dentro, Torino, Einaudi, ISBN 978-88-06-23152-1
- 2019 — Satyricon, prodotto dal Teatro Argentina di Roma
- 2020 — Momenti trascurabili Vol. 3, Torino, Einaudi, ISBN 978-88-06-23156-9

## Переводы на русский язык
- Евгений Солонович. Пикколо Франческо. Минуты будничного счастья. — Астрель, 2012. — С. 224. — ISBN 978-5-271-44996-3.